# Trouble factice
 Mise en garde médicale
Le trouble factice (ou pathomimie) ou TFIS (pour Trouble factice imposé à soi-même) est un trouble mental au cours duquel le sujet éprouve le besoin morbide de simuler une maladie en s'imposant des signes ou des symptômes, et en pouvant aller pour cela jusqu'à endommager son propre corps pour y provoquer délibérément des lésions. Cette attaque du corps est alors volontaire, consciente, et ne vise pas à un avantage direct.

## Diagnostic

### Définition
Au cours de la pathomimie, le sujet crée délibérément ou simule les symptômes d'une maladie physique ou d'un trouble mental puis demande l'aide d'un médecin. Il multiplie les examens et parfois même les interventions chirurgicales aboutissant parfois à des complications médicales graves.  
La classification internationale des maladies (CIM-10) en donne la définition suivante : « Simulation répétée de symptômes, sans objectifs évidents, avec parfois automutilation dans le but de provoquer des signes ou des symptômes. Les motifs ne sont pas clairs, et probablement internes, visant à obtenir un rôle de malade et s’accompagnent souvent d’une perturbation nette de la personnalité et des relations. »

### Critères diagnostiques
Le manuel diagnostique et statistique des troubles mentaux (DSM-IV-TR) en rend opérationnels les critères diagnostiques de la façon suivante :
- A. Production ou simulation intentionnelle de signes ou de symptômes physiques ou psychologiques
- B. La motivation qui sous-tend ce comportement est l'adoption du rôle de malade
- C. On n'identifie pas de motifs extérieurs à ce comportement (gain financier, échapper à une responsabilité)

Le DSM-IV-TR en différencie 3 sous-types :
- 300.16 Trouble factice avec prédominance de signes et symptômes psychologiques
- 300.19 Trouble factice avec prédominance de signes et symptômes physiques
- 300.19 Trouble factice avec association de signes et symptômes psychologiques et physiques

Comme dans tout diagnostic psychiatrique, il conviendra de chercher un trouble de la personnalité.

### Caractéristiques cliniques
Il est rare qu'un patient présente exclusivement des signes et symptômes psychologiques dans le cadre d'un trouble factice. Lorsque c'est le cas, on est généralement en présence d'un syndrome de Münchhausen et la mythomanie peut être particulièrement évidente.
Les troubles mentaux simulés ont habituellement une présentation atypique, parfois même caricaturale. Il est fréquent d'observer des discordances entre les symptômes rapportés par les patients et les observations objectives des soignants. La réponse aux traitements usuels est pauvre et il est fréquent que les manifestations symptomatiques s'exacerbent lorsque le patient se sait observé.

### Différentes formes
- Anémie par saignements provoqués, comme dans le syndrome de Lasthénie de Ferjol[2]
- Pathomimies dermatologiques (ce sont les plus fréquentes) : ulcérations, abcès par injection sous-cutanée de liquides septiques, brûlures par frottements, bulles par brûlures localisées, etc.
- Pathomimies vasculaires : hémorragie par prise d'anticoagulants oraux, œdème par garrottage d'un membre, etc.
- Hypoglycémie par prise occulte d'insuline
- Psychoses instrumentales, survenant le plus souvent chez des individus ayant antérieurement présenté d'authentiques symptômes psychotiques[3].
- Crises convulsives factices chez des patients authentiquement épileptiques

Toutes les spécialités médicales peuvent être concernées.
Il faut signaler également le syndrome de Münchhausen, initialement décrit en 1951 par le Dr Richard Asher, survenant préférentiellement chez l'homme et fréquemment associé à des comportements d'errance et de mythomanie.
Compte tenu du manque d'études le caractérisant, le DSM-IV-TR classe le trouble factice par procuration (syndrome de Münchhausen par procuration),, parmi les troubles nécessitant des études complémentaires. Il s'agit d'un trouble au cours duquel un adulte (généralement une mère) produit des signes ou symptômes médicaux chez son enfant. Pour sa part, la CIM-10 classe le syndrome de Münchhausen par procuration comme une forme de maltraitance sur mineur (abus à enfant) et non comme un trouble factice.

### Démarche diagnostique
Prenons l'exemple de lésions de grattage retrouvées chez un patient qui dit se gratter (prurit) en permanence :
- il convient tout d'abord d'éliminer une pathologie non psychiatrique : par exemple une gale ou une autre cause de prurit. Le traitement sera alors un acaricide ;
- il faut ensuite éliminer une erreur de perception de son corps qui entraîne des hallucinations. Exemple : le sujet perçoit des insectes sur son corps alors que l'on n'en retrouve pas et que le traitement de la gale a échoué et qu'il n'y a pas d'arguments pour une autre cause. On peut alors envisager le diagnostic de syndrome d'Ekbom. Les neuroleptiques et la psychothérapie peuvent être utiles dans ce cas ;
- il faut éliminer une pathologie non psychiatrique rare dans laquelle un nomadisme médical avant diagnostic peut être important. Un exemple dans ce contexte pourrait être un Syndrome de Sézary ;
- lorsque ces éléments sont éliminés, on peut commencer à envisager un trouble factice. Le traitement sera surtout la psychothérapie.

### Diagnostic différentiel
En premier lieu, avant de conclure à un trouble factice, on se doit d'éliminer d'autres pathologies (anomalie non provoquée par le patient).
- Les pathomimies dermatologiques doivent être distinguées de la dermatotillomanie[7] et de la trichotillomanie dans lesquelles les excoriations cutanées et l'alopécie surviennent à la suite d'un grattage compulsif ou d'un arrachage compulsif de cheveux, cils ou poils. Ces deux troubles sont des troubles du contrôle des impulsions qui n'ont pas pour objet d'assumer le rôle de malade.

- Dans la simulation, la production intentionnelle des symptômes est motivée par des incitatifs extérieurs plutôt que par l'adoption du rôle de malade. On retrouve des bénéfices secondaires. L'obtention d'opiacés ou de compensations financières ainsi que l'évitement de certaines obligations sont des exemples d'incitatifs externes.

- Les troubles somatoformes doivent être distingués du trouble factice du fait que la production des symptômes physiques, bien que d'origine psychologique, n'est pas intentionnelle.

- L'attaque de panique. Elle se manifeste souvent par des symptômes physiques importants et une peur de mourir, peur de devenir fou. Cependant son évolution est par crise aiguë parfois répétée (trouble panique). On peut retrouver un facteur déclenchant.

- Le syndrome de Ganser, antérieurement considéré comme un trouble factice, est désormais classifié comme un trouble dissociatif.

- Par définition, on ne porte pas un diagnostic de trouble factice chez des personnes qui reconnaissent d'emblée avoir produit eux-mêmes les signes médicaux observés. L'automutilation est un bon exemple d'une telle situation[1].

- Une pathologie non psychiatrique rare dans laquelle on peut retrouver un nomadisme médical comme dans ce genre de troubles. Le médecin cherchera à l'éliminer en cherchant des antécédents familiaux, des signes généraux non spécifiques (fièvre, asthénie, amaigrissement, anorexie), des arthralgies, des chutes de cheveux, une atteinte rénale ou hépatique. Le patient doit être informé que le fait d'avoir une pathologie non psychiatrique rare est difficile à éliminer. Elle n'est pas forcément un facteur de meilleur pronostic qu'un trouble factice. La recherche diagnostic doit se faire en cherchant en priorité les pathologies non psychiatriques rares curables

## Histoire
Bien que la reconnaissance moderne du trouble factice ne remonte qu'à la publication de la 3e édition du manuel diagnostique et statistique des troubles mentaux, en 1980, on retrouve des descriptions de symptômes feints et de signes médicaux induits aussi loin que dans l'Ancien Testament. Par exemple, dans le premier livre de Samuel (1 Samuel 21:11-15), on retrouve la description d'une simulation de la folie par le roi David.
Au IIe siècle après Jésus-Christ, Claude Galien rédigea un traité dans lequel il décrivit les signes médicaux et les symptômes que les gens s'induisaient ou simulaient.
Au XIXe siècle, on recense plusieurs publications sur le sujet. En 1838, le Dr Hector Gavin publia une description des diverses méthodes utilisées par les soldats et marins pour simuler des maladies. Bien que cet ouvrage se concentre surtout sur la simulation de maladie visant à être réformé de l'armée ou exempté de corvées, Gavin notait que certains individus cherchaient plutôt à obtenir de l'attention ou susciter la compassion. En 1853, le Dr Robert Carter utilisa le terme « hystérie tertiaire » pour décrire l'utilisation des manifestations de la maladie pour susciter la sympathie.
Au XXe siècle, l'exploration des motivations sous-tendant les comportements factices se poursuivit. En 1934, le Dr Karl Menninger décrivit ce qu'il nomma la « dépendance polychirurgicale » (polysurgical addiction). Dans cet article, le Dr Menninger postulait la présence de conflits intrapsychiques intenses chez les patients présentant une telle dépendance. La présence d'agressivité marquée contre soi-même et ses médecins/chirurgiens était évoquée, ces derniers étant perçus inconsciemment comme des représentations parentales sadiques. Un article phare sur le sujet fut publié en 1951 par le Dr Richard Asher. Cet article mena à la reconnaissance du nom « syndrome de Münchausen » pour décrire la forme la plus sévère des troubles factices. Asher décrivit une triade associée à ce syndrome, soit le recours à des symptômes simulés pour obtenir une admission hospitalière, l'embellissement de l'histoire personnelle (mythomanie) et la migration d'un milieu hospitalier à un autre. En 1962, le Dr J.C. Barker proposa l'utilisation du terme « syndrome de la dépendance hospitalière » (Syndrome of hospitalisation addiction) comme substitut à la désignation de « syndrome de Münchausen » qu'il jugeait inapproprié du fait qu'il tournait en ridicule les personnes chez qui il se manifeste. Il mit également l'emphase sur la mythomanie, qu'il désigna du terme « pseudologia fantastica (en) », comme une manifestation cardinale de ce syndrome. En 1968, le Dr Herzl R. Spiro publia un article dans lequel il développa davantage la formulation psychodynamique du trouble factice précédemment amorcée par le Dr Menninger. Il proposa que les relations précoces parents-enfant, lorsqu'insatisfaisantes, constituent un facteur étiologique critique du développement de ce trouble. Il identifia plus spécifiquement les carences affectives précoces, les défauts du surmoi et l'incapacité à surmonter les traumatismes précoces comme des enjeux centraux.
Dans ses éditions successives, le Manuel diagnostique et statistique des troubles mentaux poursuivit le développement du concept de trouble factice. Alors que le DSM-III (1980) décrivait principalement le trouble factice en termes de production et simulation chronique de signes et symptômes physiques, le DSM-III-R (1987) introduisit la possibilité d'une évolution épisodique et de la possibilité que les signes et symptômes soient principalement de nature psychologique. Les formes présentant des symptômes physiques ou psychologiques étaient cependant codées séparément. Avec la publication du DSM-IV (1994), ces deux formes devinrent des sous-types d'un même trouble.

## Épidémiologie, prévalence
Il est difficile d'obtenir des données épidémiologiques fiables sur la prévalence du trouble factice compte tenu de la nature simulée ou induite des symptômes ainsi que de la tendance des personnes qui en souffrent de consulter à des points de service multiples. Ne pouvant se fier aux techniques épidémiologiques standards, on doit faire des inférences à partir d'études de cas cliniques ou de séries de cas.
Selon les données qui paraissent les plus fiables, la forme avec prédominance de signes et symptômes physiques serait la plus fréquente alors que les 3 sous-types combinés compteraient pour approximativement 1 % des consultations auprès des professionnels de la santé mentale.
Dans une étude portant sur l'ensemble des patients admis dans un service de neurologie au cours d'une année, on rapportait une prévalence observée de 0,3 % pour le trouble factice.
Dans l'ensemble, on considère que le trouble factice se retrouve principalement chez 2 sous-groupes de la population. Alors que le syndrome de Münchhausen se retrouve principalement chez des hommes d'âge mûr, célibataires, solitaires et sans emploi, le reste des pathomimes sont principalement des femmes, âgées entre 20 et 40 ans, qui œuvrent dans le domaine de la santé ou sont familières avec celui-ci.
En France, une étude (2024) a cherché àévaluer en Bretagne la moyenne annuelle des codages de TFIS à l'hôpital en France, et à décrire les caractéristiques sociodémographiques et le nomadisme des sujets atteints de TFIS. Sur 2232 sujets innlus dans l'étude, (équivalents à 248 nouveaux codes TFIS hospitaliers par an), 58,2 % étaient des femmes. L'âge moyen au moment du diagnostic était de 48,5 ans. Le champ PMSI concerné était à 69 % le MCO et 21 % la psychiatrie. « Dans l'année qui a suivi le premier codage du TFIS, 1268 sujets (56,8 %) ont été réhospitalisés au moins une fois, dont 159 (7,1 %) avec au moins un nouveau codage du TFIS. Entre un an avant et un an après le premier codage de TFIS, 66 % des sujets inclus avaient reçu au moins une prescription de benzodiazépines, 58,3 % d'antidépresseurs et 42,6 % d'antipsychotiques ». Le nomadisme médical de ces personnes était important : elles ont consulté en moyenne 6,1 médecins distincts et 4,4 pharmacies différentes et 35 % d'entre elles avaient été hospitalisées dans au moins deux départements. L'étude a aussi mis en évidence une consommation de psychotropes très fréquente chez elles ; et ils notent qu'une interopérabilité des systèmes de soins permettrait de mieux identifier ces cas.

## Causes

### Psychopathologie
Bien que, dans une approche catégorielle comme celle du DSM-IV-TR, le trouble factice soit distingué des troubles somatoformes et de la simulation, ces troubles peuvent être considérés comme faisant partie d'un même continuum. En effet, dans ces troubles, le dénominateur commun est la création ou l'amplification de signes et symptômes médicaux. Leur différence réside dans le fait que l'objectif visé est conscient ou inconscient et que ce comportement est sous contrôle volontaire ou non.
Dans la littérature, on décrit une comorbidité fréquente avec d'autres troubles mentaux, tels les troubles de la personnalité borderline, les troubles de l'humeur ainsi que l'abus ou la dépendance aux substances. Le trouble de la personnalité antisociale serait fréquemment observé en comorbidité avec le syndrome de Münchhausen.
Pour leur part, les théories psychodynamiques proposent que les troubles factices se développent pour répondre à des besoins de dépendance, à des besoins identitaires ou encore à des besoins masochistes.
Parfois, on retrouve une prise en charge médicale forte dans l'enfance ou dans l'entourage. Le sujet semble rechercher une relation forte avec des soignants pour répéter ce modèle. Le sujet semblerait vouloir répéter une relation avec un médecin[réf. nécessaire]. On retrouve parfois des traumatismes dans l'enfance: négligence, abandon [réf. nécessaire].

## Traitements
Lorsque le médecin découvre qu'il s'agit d'une pathomimie, il est très fréquent que le patient refuse l'aide psychiatrique qui lui est proposée, et qu'il disparaisse, pour aller répéter le même scénario avec un autre médecin. Il existe très souvent un nomadisme médical.
Le traitement est difficile à mettre en place dans la mesure où le patient refuse généralement le diagnostic et les soins proposés. Le médecin doit avoir établi une relation de bonne qualité avec le patient avant de pouvoir lui proposer une aide sur le plan psychiatrique. Généralement, le patient n'est pas conscient des motivations qui le poussent à répéter ce comportement, et qui seraient liées pour certains auteurs, à des événements douloureux infantiles.
- Contrat de soin : un contrat de soin avec détermination d'une fréquence minimale de visite (pas trop souvent) chez un médecin référent pour réinterroger et réexaminer le patient peut permettre de rassurer le patient, d'éviter le nomadisme médical et de détecter l'apparition d'une éventuelle autre pathologie chez le patient.

### Médicamenteux
- inhibiteurs sélectifs de la recapture de la sérotonine [réf. nécessaire]. Ils sont surtout justifiés quand il existe un épisode dépressif majeur sous-jacent.

### Psychothérapie
- Thérapie familiale [réf. nécessaire] : son but est de mieux identifier et comprendre le besoin d'attention du patient. On apprend à la famille à ne plus encourager les comportements pathologiques.
- Plusieurs auteurs préconisent les Thérapies Cognitivo-Comportementales (TCC).

## Pronostic
Bien que les données épidémiologiques soient limitées concernant l'évolution générale des troubles factices, il est connu que les patients présentant un syndrome de Münchhausen acceptent rarement le traitement psychiatrique et, lorsque c'est le cas, l'amélioration des symptômes ne sera habituellement que transitoire.